# カーニー (アルバム)
『カーニー』（Carney）は、アメリカ合衆国のシンガーソングライター、レオン・ラッセルが1972年に発表した、ソロ名義では3作目のスタジオ・アルバム。ラッセル初のシングル・ヒット曲「タイト・ロープ」や、後にジョージ・ベンソンによるカヴァーがグラミー賞最優秀レコード賞を受章した「マスカレード」等が収録されている。

## 反響・評価
アメリカのBillboard 200では自己最高の2位に達し、1972年9月にはRIAAによってゴールドディスクに認定された。また、シングル「タイト・ロープ」はBillboard Hot 100で11位を記録した。
1972年10月25日に発売された日本盤LP (RJ-5057)は、オリコンLPチャートで20週トップ100入りし、最高18位を記録した。
Stephen Thomas Erlewineはオールミュージックにおいて5点満点中3点を付け「ある意味、極めて率直なルーツ・ロックの1面目の後、捩れたサイケデリアに満ちた2面目に突入していくという、彼の両極の側面を統合した作品とも言える」と評している。

## 収録曲
特記なき楽曲はレオン・ラッセル作。
1. タイト・ロープ - "Tight Rope" - 3:01
2. アウト・イン・ザ・ウッズ - "Out in the Woods" - 3:37
3. ミー・アンド・ベイビー・ジェーン - "Me and Baby Jane" - 3:53
4. マンハッタン島のセレナーデ - "Manhattan Island Serenade" - 3:25
5. ケイジャン・ラヴ・ソング - "Cajun Love Song" - 3:09
6. ローラー・ダービー - "Roller Derby" - 2:25
7. カーニー - "Carney" - 0:47
8. アシッド・アナポリス - "Acid Annapolis" (Leon Russell, Don Preston) - 2:48
9. イフ・ザ・シュー・フィッツ - "If the Shoe Fits" - 2:22
10. マイ・クリケット - "My Cricket" - 2:55
11. マスカレード - "This Masquerade" - 4:25
12. マジック・ミラー - "Magic Mirror" - 4:56